# Hermann Arthur Thost
Pour les articles homonymes, voir Thost.
Hermann Arthur Thost est un médecin ORL allemand, né le 9 juin 1854 à Zwickau, en royaume de Saxe et mort le 22 décembre 1937 à Hambourg.
Il étudie la médecine à l'Université de Leipzig, à celle de Wurtzbourg, puis à celle de Heidelberg où il obtient son doctorat en 1879 ainsi qu'une formation en médecine interne avec Nikolaus Friedreich. Puis il travaille à Strasbourg et plus tard à Vienne avec Leopold Schrötter von Kristelli. En 1880, il publie un article princeps sur une variété de kératodermie palmoplantaire non épidermolytique qui sera appelée plus tard maladie de Thost-Unna.
Après un tour du monde en 1884, il s'installe à Hambourg. Il jouit alors d'une grande réputation en tant que médecin et se distingue par ses efforts dans la politique médicale locale, en préconisant notamment un système public d'assurance médicale.
Lorsque l'Université de Hambourg ouvre ses portes en 1919,  Thost devient professeur « extraordinaire » en oto-rhino-laryngologie, pour plus tard devenir professeur émérite. Il a été le premier directeur du département d'ORL de l'Université de médecine de Hamburg-Eppendorf.
Il était membre honoraire de plusieurs sociétés savantes ORL.